# Aldona Wos
Aldona Zofia Wos (ur. jako Aldona Zofia Woś w 1955 w Warszawie) – amerykańska lekarka, polityczka Partii Republikańskiej i dyplomatka polskiego pochodzenia.

## Życiorys
Aldona Wos, która urodziła się w 1955 w Warszawie, w wieku sześciu lat przeniosła się wraz z rodziną na Long Island w Nowym Jorku. Po ukończeniu Akademii Medycznej w Warszawie Wos wróciła do Nowego Jorku, gdzie uzyskała specjalizację w zakresie pulmonologii. Przez 18 lat praktykowała jako lekarka na Manhattanie.
W 1997 porzuciła praktykę lekarską i przeniosła się wraz z mężem – Louisem DeJoy, menadżerem New Breed Logistics Inc. do Greensboro w Karolinie Północnej. Małżeństwo zaangażowało się w działalność polityczną na rzecz Partii Republikańskiej, prowadząc dotacje na rzecz kandydatów w wyborach stanowych i krajowych, m.in. 1 milion dolarów dla Elizabeth Dole podczas kampanii do Senatu w 2002. Wspierała także Pata McCrory'ego podczas kampanii o reelekcję na stanowisko gubernatora w 2012. Podczas kampanii do wyborów prezydenckich w 2016 DeJoy przekazał na rzecz Donalda Trumpa 440 tys. dolarów. Aldona Wos miała w sumie przekazać na rzecz republikańskich kandydatów 760 tys. dolarów. 
W maju 2002 Wos została mianowana przez prezydenta George'a W. Busha do składu zarządu United States Holocaust Memorial Museum, w 2004 wyznaczył ją na drugą kadencję. 13 sierpnia 2004 Woś została zaprzysiężona na stanowisko ambasadora Stanów Zjednoczonych w Estonii. Organizowała wizytę Busha w Estonii w listopadzie 2006. Kadencję zakończyła w grudniu 2006. W czerwcu 2012 Wos została wybrana z rekomendacji Republikanów w skład zarządu Uniwersytetu Karoliny Północnej. Od 2013 do sierpnia 2015 była szefową ministerstwa zdrowia stanu Karolina Północna, pobierając w tym czasie symboliczne wynagrodzenie w wysokości 1 dolara. W maju 2017 prezydent Donald Trump powołał Wos na wiceprzewodniczącą prezydenckiej komisji White House Fellowships odpowiedzialnej za przedstawianie kandydatur do prezydenckich nominacji. W lutym 2020 została przedstawiona przed Senatem jako kandydatka na ambasadora Stanów Zjednoczonych w Kanadzie. 3 stycznia 2021 jej kandydatura została zwrócona do Prezydenta.

## Życie prywatne
Wos urodziła się w rodzinie Wandy oraz Pawła (Paul) Zenona Wosiów. Jej ojciec działał w Armii Krajowej podczas II wojny światowej. Ciotka, Wanda Woś-Lorenc, była sanitariuszką podczas powstania warszawskiego. Jej rodzina pomogła 12 Żydom uciec z warszawskiego getta. Babka, ciotka i ojciec byli więźniami niemieckich obozów koncentracyjnych, w których doczekali wyzwolenia przez wojska alianckie.
Wspólnie z mężem w ramach działalności społecznej prowadzi fundację The Louis DeJoy and Aldona Z. Wos Family Foundation, która przyznaje stypendia szkolne oraz organizuje półamatorskie zawody golfowe.

## Odznaczenia
- Medal estońskiej policji (2006)[19]
- Order Krzyża Ziemi Maryjnej (2006)[20]
- Krzyż Komandorski Orderu Zasługi Rzeczypospolitej Polskiej (2007)[21]
- Order of the Long Leaf Pine (2015)[22]